# Park Jung Suk
Park Jung Suk também conhecido como Reach ou [Oops]Reach (nascido em 27 de Dezembro de 1983) é um jogador profissional de StarCraft da Coreia do Sul.
Park, que também usa os nicks Six_Devil_nO.1, ChoGoSy ou TechniCal, é reconhecido como um dos melhores jogadores Protoss do mundo, motivo pelo qual recebeu o apelido de "Hero Toss" ("Toss Herói"). Ele é habilidoso no macromanagement e usa muito bem as Tempestades Psiônicas e o "Dragoon dancing", mas joga relativamente inconsistente contra Zergs. Ele venceu a Sky OnGameNet de 2002, derrotando SlayerS_`BoxeR` por 3 a 1.
Park é tido como abominável por causa dos seus Zealots (ou "manlots" como seus fãs preferem chamar), e tem sido chamado de "Mantoss" pelos fãs de StarCraft não Coreanos, devido ao seu sucesso usando a raça Protoss quando outros profissionais não tiveram o mesmo sucesso nas ligas e torneios usando a mesma raça.
Park foi o primeiro jogador a conseguir 100 vitórias na liga profissional, uma realização comemorada quando ele e Lee Jae-dong (o segundo jogador a chegar nesta marca) fizeram esculturas em barro de suas mãos controlando mouses, numa cerimônia em Setembro de 2009.